# Spilanthinae
Spilanthinae es una subtribu de la tribu Heliantheae, familia de  las asteráceas. Contiene los siguientes géneros:

## Géneros
- Acmella
- Oxycarpha
- Salmea
- Spilanthes
- Tetranthus